# Yangansa

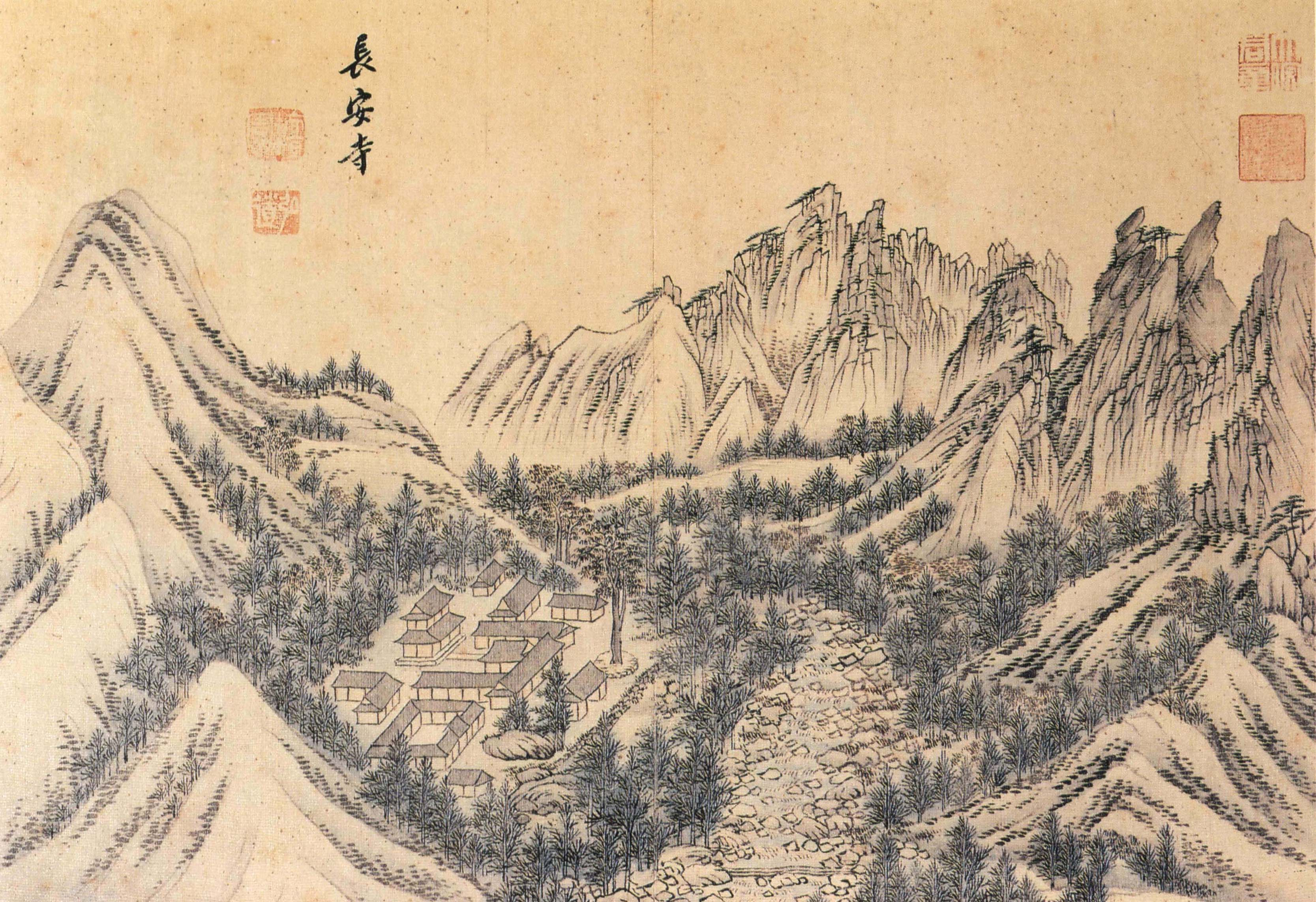
pintura del templo hecha en 1756

Yangansa (장안사, 長安寺, N 38) .6135, E 128.0671) era un templo budista coreano en el monte Geumgang (금강산,金剛山). Este templo fue uno de los Cuatro Grandes Templos del Monte Geumgang, junto con Pyohunsa (표훈사, 表訓寺), Singyesa (신계사, 神溪寺) y Yujomsa (유점사, 楡岾寺). Se dice que este templo fue fundado por el monje Hyeryang durante el reinado de Beopheung de Silla o durante el reinado de Yangwon de Goguryeo. 
Historia
Existe la leyenda de que fue fundada en el siglo VI cuando el monje Goguryeo Hyeryang se naturalizó en Silla. Fue reparado por Jinpyo en 773, el octavo año del reinado del rey Hyegong de Silla, y l fue incendiado durante el reinado de Gwangjong de Goryeo, fue reconstruido durante el reinado del rey Seongjong de Goryeo . La emperatriz Ki, que vino de Goryeo y se convirtió en emperatriz del emperador Yuan , lo reconstruyó en el siglo XIV, hacia el final de la dinastía Goryeo, para orar por la prosperidad de la familia imperial Yuan.
Durante la dinastía Joseon, fue reconstruido y reconstruido varias veces, y en 1842 , fue ampliado gracias a las donaciones de Jo Man-yeong, el padre de la reina Sinjeong , y en 1863 , fueron hechas donaciones por joyopanseo Kim Byeong-gi, el centro del poderoso clan Andong Kim . El templo yangansa fue construido con un estilo único, con edificios dispuestos en formas similares en ambas áreas, con Daeungbojeon y Seoseongjeon como dos ejes.

## Pinturas de la dinastía Joseon
Jangansa fue representada por muchos pintores coreanos. Entre ellos:
- Jeong Seon 장안사(長安寺)  en el Álbum Pungakdo del año Sin-myo 辛卯年楓岳圖帖 1711,
- Kim Hong-do  장안사(長安寺)  en el Álbum de los cuatro condados de Geumgang 금강사군첩(金剛四郡帖), 1788
- Kim Ha-jong  장안사(長安寺) en el Haesando Album 해산도첩(海山圖帖), 1815

## Período colonial japonés

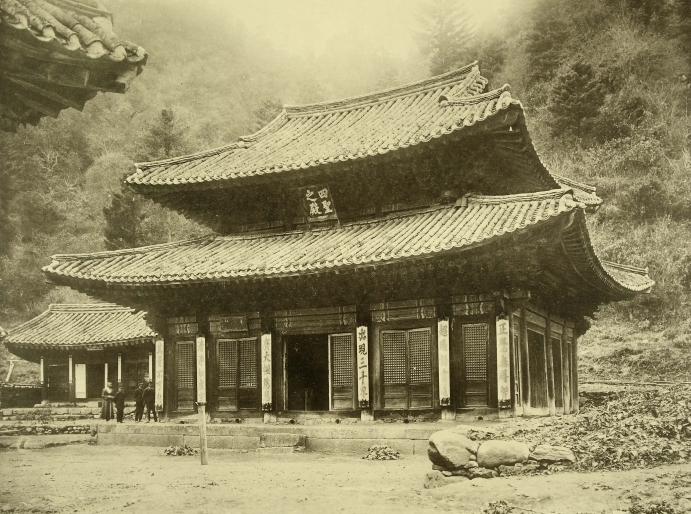
el salón de esta foto era llamado seoseongyeong

Todas las fotos de este templo fueron tomadas en este periodo; en El volumen 12 (1932) del "Paseo por el sitio histórico de Joseon" contiene varias vistas de cada templo alrededor del monte Geumgang, entre ellos Jangansa.  Tomadas por un conocido erudito, estas fotografías son preciosas ya que muchos de estos edificios ya no existen. Dos de ellos se reproducen aquí.

## Destrucción
En 1951, durante la Guerra de Corea, decenas de edificios fueron completamente destruidos debido a los bombardeos se arrojó un total de 635.000 toneladas de bombas, incluidas 32.557 toneladas de napalm, sobre Corea, quedando sólo las ruinas Como resultado, todo el sitio ha sido destruido por los bombardeos estadounidenses de la zona. La comunidad budista coreana quiere restaurar el templo Jangansa, un famoso templo en el monte Geumgangsan, y crearlo como lugar de peregrinación budista junto con el templo Yujeomsa. Está designado como Tesoro Nacional N.º 96 de la República Popular Democrática de Corea.
"Jangansa", escrita por Lee Eun -sang y compuesta por Hong Nan-pa, es una canción basada en este templo. [6] "Cada instalación, instalación y aldea en Corea del Norte [se convirtió] en un objetivo militar y táctico", dijo la Quinta Fuerza Aérea y el Comando de Bombarderos".
A diferencia de Singyesa, yangansa no fue reconstruida. Las ruinas están clasificadas como el Tesoro Nacional número 96 (Corea del Norte).